# Jiří Ruml
Jiří Ruml (8. července 1925 Plzeň – 20. února 2004 Praha) byl český a československý novinář, do roku 1968 člen KSČ, za normalizace disident, signatář Charty 77, po sametové revoluci šéfredaktor obnovených Lidových novin a poslanec Sněmovny lidu Federálního shromáždění za Občanské fórum.

## Biografie
Vystudoval reálné gymnázium v rodné Plzni a v roce 1945 se stal členem KSČ. Nejprve pracoval jako novinář v regionálním komunistickém tisku, po únorovém převratu v roce 1948 přešel do Prahy, kde byl redaktorem Československého rozhlasu, Večerní Prahy i Československé televize, tehdy jako přesvědčený radikální stalinista. V 60. letech se profiloval jako reformní komunista. Od roku 1966 působil v listu Reportér, během pražského jara zde působil jako zástupce šéfredaktora. Tehdy také zastával funkci člena předsednictva Československého svazu novinářů. Odsoudil invazi vojsk Varšavské smlouvy do Československa a v následujících měsících představoval společenský proud odmítající normalizaci.
Za nastupující normalizace ho Ústřední výbor Komunistické strany Československa zařadil na seznam „představitelů a exponentů pravice“. V té době je uváděn jako redaktor časopisu Reportér. V roce 1969 byl vyloučen z KSČ a vytlačen z žurnalistiky. Působil pak v manuálních profesích jako jeřábník a jeřábní technik. Během 70. let se postupně zapojoval do disentu. Byl signatářem Charty 77 (v roce 1984 i jako mluvčí Charty 77) a od roku 1978 členem Výboru na obranu nespravedlivě stíhaných. Od roku 1987 se podílel na vydávání obnovených Lidových novin (v této fázi ještě jako samizdatového periodika). Dvakrát byl komunistickým režimem zadržován ve vyšetřovací vazbě, nejprve v letech 1981–1982, podruhé koncem 80. let, přičemž ve vazbě byl ještě k 17. listopadu 1989.
Krátce po sametové revoluci byl propuštěn z vazby. Do června 1990 pak působil jako šéfredaktor nyní již legálních Lidových novin. Ve volbách roku 1990 byl zvolen za OF do Sněmovny lidu (volební obvod Praha). V parlamentu se stal předsedou komise pro vyšetření událostí 17. listopadu 1989. Po rozkladu Občanského fóra roku 1991 se nepřidal k žádné z nástupnických stran a zůstal nejprve v klubu Nezávislí poslanci Občanského fóra. V roce 1992 pak vystupoval v parlamentu jako nezařazený poslanec. Ve Federálním shromáždění setrval do voleb roku 1992.
Po odchodu z parlamentu se stáhl z politického života. Jeho synem je bývalý český politik ODS a US-DEU a ministr českých vlád Jan Ruml.

## Dílo
- Země v přerodu: obr. a reportáže z dnešního Slovenska (Orbis, 1950)
- Daň z blbosti: podle samizdatového vydání v edici Petlice z roku 1982 (ČTK Pressfoto, 1990)
- Znamínko na duši (Evropský literární klub, 1990)
- Díra v hlavě (Státní pedagogické nakladatelství, 1990), ISBN 80-04-25416-0
- Hodně opožděné reportáže: (třináct životů a také kus mého), kde autor navazuje na knihu z roku 1950. (Novinář, 1990), ISBN 80-7077-540-8
- Kalendárium: Leden–prosinec 1968 (Novinář, 1990), ISBN 80-7077-336-7